# OGLE-TR-56
OGLE-TR-56은 태양과 비슷한 항성으로 궁수자리에 있다. 2003년 이 항성 주위를 도는 외계 행성 한 개가 발견되었다.

## OGLE-TR-56b
OGLE-TR-56b는 2002년 발견된 뜨거운 목성으로 관측에는 트랜싯법을 이용하였으며 OGLE 프로젝트 중 발견되었다. OGLE-TR-56b의 존재는 2003년 도플러 효과를 이용하여 검증되었다.

## 참고 문헌
1. 1 2 3  Udalski;  외. (2002). “The Optical Gravitational Lensing Experiment. Search for Planetary and Low-Luminosity Object Transits in the Galactic Disk. Results of 2001 Campaign - Supplement”. 《Acta Astronomica》 52: 115.(웹 인쇄본)
2. 1 2 3  Konacki;  외. (2003). “An extrasolar planet that transits the disk of its parent star”. 《네이처》 421: 507–509. doi:10.1038/nature01379.(웹 인쇄본)